# Niente di personale (film 1995)
Niente di personale (Nothing Personal) è un film del 1995 diretto da Thaddeus O'Sullivan.